# Monturque
Monturque es un municipio español de la provincia de Córdoba, Andalucía. Es denominado el centro de Andalucía. En el año 2019 contaba con 1.958 habitantes. Su extensión superficial es de 32,83 km² y tiene una densidad de 60,34 hab/km². Se encuentra situado en la comarca de la Campiña Sur, a una altitud de 395 metros y a 61 kilómetros de la capital de provincia, Córdoba.

## Geografía
Limita al norte con Montilla, al noroeste con Aguilar de la Frontera, al oeste con Moriles, al sur con Lucena y al este con Cabra. El nombre del municipio deriva de los vocablos mons (monte) y urk (o ruqa, roca), cuyo significado es "Monte de Roca" o "Monte de la Roca". Esto queda plenamente justificado ya que el pueblo se asienta sobre una gran roca caliza. Otra teoría afirma que el nombre procede del conquistador bereber Tariq Ibn Ziyad (monte de Tariq, Monturque), del mismo modo que Gibraltar (Yabal Táriq, Monte de Táriq).
El terreno es completamente ondulado, con cerros no muy elevados; donde predomina un suelo rico de piedras calizas creando un suelo que solo puede crecer matorrales y algunas que otras encinas. Este suelo, denominado rendzina; hace que todo el entorno natural este formado por pastizales semisecos; El olivar es actualmente el cultivo predominante.Usando el agua del río Cabra que atraviesa el lugar para poder cultivar algo. Lo único bueno de esto, es que estos prados son ricos en sal; que ayuda a poder cultivar papatas y viñas. Geologicamente hablando; la zona estuvo bajo el mar; las antiguas presiones marítimas y los corales que abundaban en eso entonces; da origen a los campos calizos y los montes ondulados que se formaron a partir de sedimentos marinos, dando origen a las magras y a las areniscas. Todo esto, se repite en la mayor parte de la cuenca del Guadalquivir; a la que fue en su día un mar interior.

### Centro geográfico de Andalucía
Según un informe oficial del el Centro Nacional de Información Geográfica, el centro geográfico de Andalucía está en la localidad cordobesa de Monturque.  Ese centro geográfico de Andalucía está al sur de la provincia de Córdoba, exactamente en el punto con longitud 4°34′32.3328″ O y latitud 37°27′48.0594″ N, que son las coordenadas exactas del centro de gravedad o centro geográfico de Andalucía. Dichas coordenadas corresponden a un punto muy cercano a la salida 49 de la autovía Córdoba-Málaga, dentro del término municipal de Monturque. La conclusión no deja margen a la duda, se ha realizado en la unidad del Sistema de Información Geográfica Nacional (SIGNA) contando con los datos oficiales más fiables y precisos y comprobando el resultado con el software SIG (Sistema de Información Geográfica) más avanzado.

### Hidrografía
El río Cabra, atraviesa el municipio de Monturque, donde riega los campos que rodean. En este término hay periódicamente pequeñas crecidas por el mismo río o afluentes que desembocan en él, como el arroyo Hondo y el arroyo Santa María, que afectan a la parte baja conocida como Los Llanos.

## Historia

### Prehistoria

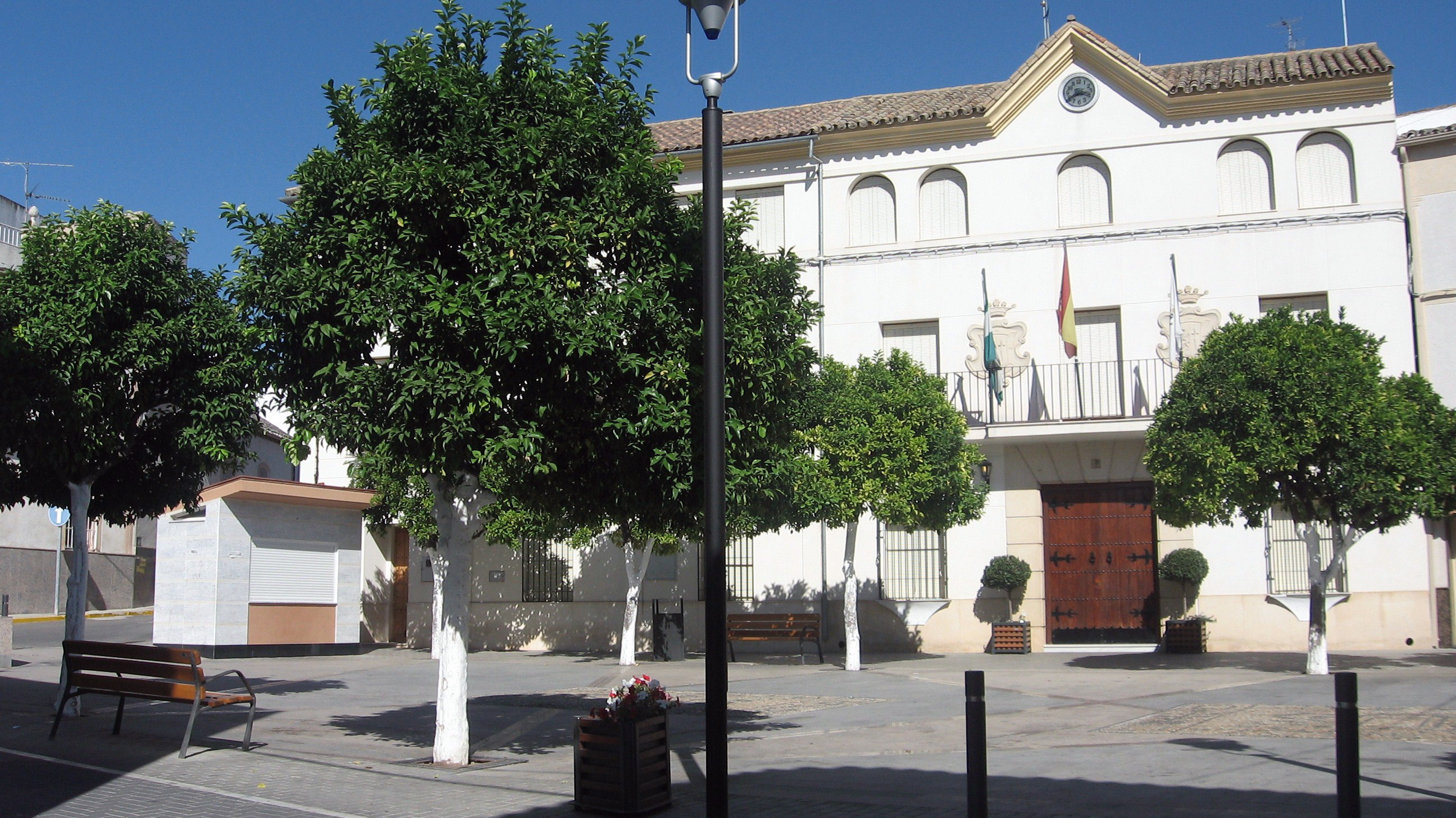
Ayuntamiento de Monturque.

Las excavaciones arqueológicas realizadas de forma sistemática en el recinto interior del castillo de Monturque en la década de los 80 por el profesor Luis Alberto López Palomo, pusieron de manifiesto que los orígenes del primer asentamiento humano en el cerro del pueblo se remontan a los años finales del tercer milenio a. C., en la época prehistórica conocida como Calcolítico o Edad del Cobre. Correspondía este primer asentamiento, al parecer, a unas comunidades agro-ganaderas, con una residual actividad cinegética, que fijaron aquí su residencia, formando una especie de poblado con cabañas circulares con zócalo de piedra sobre el cual se levantarían las paredes de adobe y ramaje trabado con barro, comenzando de esta forma a desarrollar los rudimentos de una vida urbana en común y que debieron alcanzar cierto grado de desarrollo a juzgar por los abundantes hallazgos de diversos materiales y útiles relacionados con ese período. Entre esos descubrimientos, destaca la aparición de gran cantidad de fragmentos de cerámica del tipo "Vaso Campaniforme", lo que convierte a este yacimiento en uno de los focos decisivos en el estudio del final de la Prehistoria andaluza.
A esta fase inicial de ocupación se superpuso un poblamiento de plena Edad del Bronce, que se desarrolló entre el segundo y el primer milenio a. C., a lo largo del cual continuó el hábitat ocupacional, correspondiéndose precisamente el final de este período con uno de los momentos estelares de la vida del poblado monturqueño, relacionado de alguna manera con la cultura tartésica del extremo occidental de Andalucía. En esta fase se confirma la dedicación esencialmente agrícola de la comunidad, debido al hallazgo de algunos hornos de panificación y otros signos evidentes de la existencia de alguna forma de explotación del cultivo del acebuche, así como la aparición de un amplio repertorio de cerámica, todavía de elaboración a mano y de superficie bruñida.
Posteriormente, se dio una ocupación ininterrumpida del lugar hasta llegar a la Cultura ibérica, con la característica existencia en ese período de un poblado con una situación totalmente estratégica en lo alto de un cerro-testigo, con su acrópolis, sus murallas defensivas, sus escarpes, y un río discurriendo por su falda que le serviría como especie de foso. La típica cerámica ibérica hecha a torno y con decoración lineal roja y negra se encuentra dispersa por toda la cima del cerro.

### Época Romana
Durante la dominación romana la población debió alcanzar gran importancia, como lo atestigua la gran cantidad de restos arqueológicos encontrados en todo el término municipal y las edificaciones de aquella época que todavía se conservan, lo que avala la hipótesis de la existencia en Monturque y sus alrededores de un prominente y numeroso asentamiento humano. Desde su ubicación se controlaba el cruce de la importante [vía Anticaria], con las procedentes de Iponuba (Baena), Ucubi (Espejo) y Ategua (Teba la vieja, al este de Santa Cruz, Córdoba). Sin embargo, aún no ha sido posible determinar cuál fue su verdadero nombre durante ese período, habiéndose identificado con diferentes ciudades como: Meruera, Tucci-Vetus, Spalis, Soricaria, e incluso algunos historiadores la consideran como la propia Munda romana, pero por el momento no pasan de ser meras conjeturas.
Entre las edificaciones de este periodo que se conservan destaca sobre todo la Gran Cisterna por su importancia, estado de conservación y magnitud. Por las características que podemos apreciar, estas Cisternas presentan una gran similitud con otras conocidas en el mundo romano, como el "Cisternone" de Albano en Castelgandolfo (Roma, Italia), las de Cherchell (Argelia), Bordj Djedid (Túnez) y las más cercanas de Itálica (Santiponce, Sevilla) y Almuñécar (Granada). Además de la Gran Cisterna, sin duda una obra de carácter público, se conservan en Monturque otras ocho de pequeño tamaño y características similares entre sí que debieron pertenecer a viviendas privadas. También encontramos un posible distribuidor de aguas y otros edificios públicos como el Criptopórtico y los restos de unas Termas públicas, en el lugar conocido como "Los Paseíllos", en lo más alto de la población.
Si situamos todos estos edificios y restos en un plano de la ciudad que dichas obras no están distribuidas arbitrariamente, sino que presenta una alineación entre ellos que parece obedecer a una cuidada ordenación urbanística de la ciudad.
A unos 50 m al norte del pueblo, a orillas de su escarpe, localizamos el yacimiento denominado "la pedriza de Las Pozas", o simplemente "Las Pozas". En este lugar afloraron en 1948 una serie de restos materiales de época romana correspondientes a una Necrópolis, que estaría ubicada extramuros del antiguo Monturque. Entre los numerosos objetos encontrados en este yacimiento destaca una cama de freno con representación de un caballo realizado en bronce y que actualmente se conserva en el Museo Arqueológico de Córdoba.

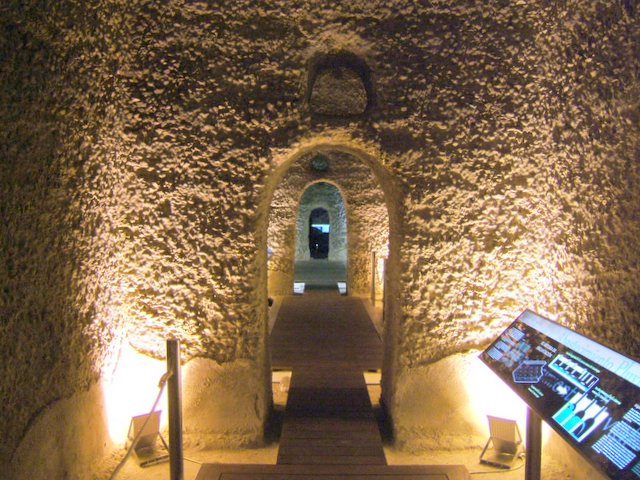
Vista del interior de las cisternas romanas conservadas en Monturque.

De entre los vestigios de época romana encontrados en el actual término municipal, destaca el busto-hermes doble, procedente de una finca próxima a "El Cañuelo" que también se conserva en dicho Museo, ocupando un lugar privilegiado en sus vitrinas. Muestra esta escultura de mármol blanco una cabeza de Júpiter-Ammon por un lado, y una cabeza juvenil imberbe por el otro, cuya identificación resulta problemática. Esta obra está fechada entre el siglo I y la primera mitad del siglo II d. C..
Otro importante yacimiento de época romana localizado en el término de Monturque es el descubierto en 1970 en el pago de "Los Torilejos", a unos 1.500 m de la población. En este lugar se llevó a cabo una actuación arqueológica gracias a la cual se recuperaron seis deteriorados mosaicos con decoración geométrica y diversidad de colores que pavimentaban amplias salas, cuyos cimientos afloraron en algunas partes, pudiéndose abservar la presencia de un hipocausto. El mayor de los mosaicos debió tener originarimente unas dimensiones de 12 m x 9,75 m. Asimismo se encontraron en este yacimiento basas y fragmentos de fustes de columnas de mármol, abundante cerámica y monedas, sobre todo de los siglos III y IV. Todo ello induce a pensar en la presencia de una villa romana en este lugar, probablemente de época bajoimperial.
Las tierras que constituyen el actual término de Monturque fueron, indudablemente, objeto de una intensa ocupación a lo largo de la época romana. Además de los citados, existen en el término de Monturque numerosos yacimientos romanos de menor importancia, como el Sepulcro romano de "El Cislillo" y las posibles villas romanas de "Las Campiñuelas", "La Herradora", donde podrían estar ubicadas dos necrópolis, "La Campana", "El Tesorillo", "Las Majadas" y "La Isla de la Moza" donde se encontraron numerosas monedas, cerámicas, restos de mosaicos y un curioso grupo de figuritas de terracota con formas humanas.
En cuanto a los documentos epigráficos que se relacionan con el Monturque romano y procedentes de su actual término municipal, tenemos tres inscripciones. La primera de ellas se descubrió en pleno centro del pueblo en el siglo XVIII y se trata de una inscripción funeraria en la que aparecen mencionados dos libertos, hombre y mujer: Marcus Fuficius Rufinus y Fuficia Copi. La segunda inscripción se encontró en 1965 en las "Laderas" al sureste del pueblo. Se trata de una dedicación a Mercurio, dios protector del comercio, artesanado y viajeros, emisario de los dioses y mensajero de Júpiter. Por el tipo de letras que presenta puede datarse en el siglo III. Por último, en 1992 se encontró un ara dedicado a Júpiter en la intervención de las Termas de "Los Paseillos". Los dos últimos se encuentran actualmente en el Museo Histórico Local de Monturque y de la primera desconocemos su paradero.
Una vez analizados los documentos y restos de época romana localizados hasta el momento en Monturque y su entorno podemos afirmar que en este lugar se asentó un poblado fortificado ibérico cuyo desarrollo posterior aparece ligado al proceso de romanización.
El período republicano viene marcado por el enfrentamiento entre cesarianos y pompeyanos en el 45 a. C., decisivo episodio de las guerras civiles del final de la República romana y que según las fuentes literarias que nos informan acerca de este conflicto, se desarrolló en emplazamientos más o menos próximos al antiguo Monturque. Con la victoria de César toda la Hispania experimentó un giro radical en muchos aspectos.Algunos historiadores sitúan a Monturque como una de los centros base que tomó Julio César en la batalla de Munda (45 a. C.) contra los partidarios de Pompeyo.
En la etapa imperial, Monturque estuvo integrado en la provincia de Hispania Ulterior entre los años 197 y 27 a. C. A partir de esta fecha en la provincia de Bética. A su vez estaba integrado en el Conventus Astigitanus. En torno a los años 73-74 d. C., el Monturque romano se organizó como municipio de derecho latino. Esta organización tendría un carácter provisional hasta que se promulgase su correspondiente carta de municipalidad. Todo esto nos da idea de que en la época Flavia, Monturque poseía ya unas formas de vida muy romanizadas. Esta municipalización supuso un gran florecimiento para la ciudad y seguramente vino acompañada de numerosas obras de mejora como pudieran ser algunas de las grandes edificaciones que se conservan. Esta situación cambió en el siglo III d. C. cuando se hizo presente una aguda crisis económica en todo el Imperio que trajo como consecuencia la decadencia del régimen municipal y el progresivo abandono de las formas de vida urbana, estableciéndose las oligarquías ciudadanas en lujosas villas en el campo, como la mencionada anteriormente de "Los Torilejos".

### Edad Media

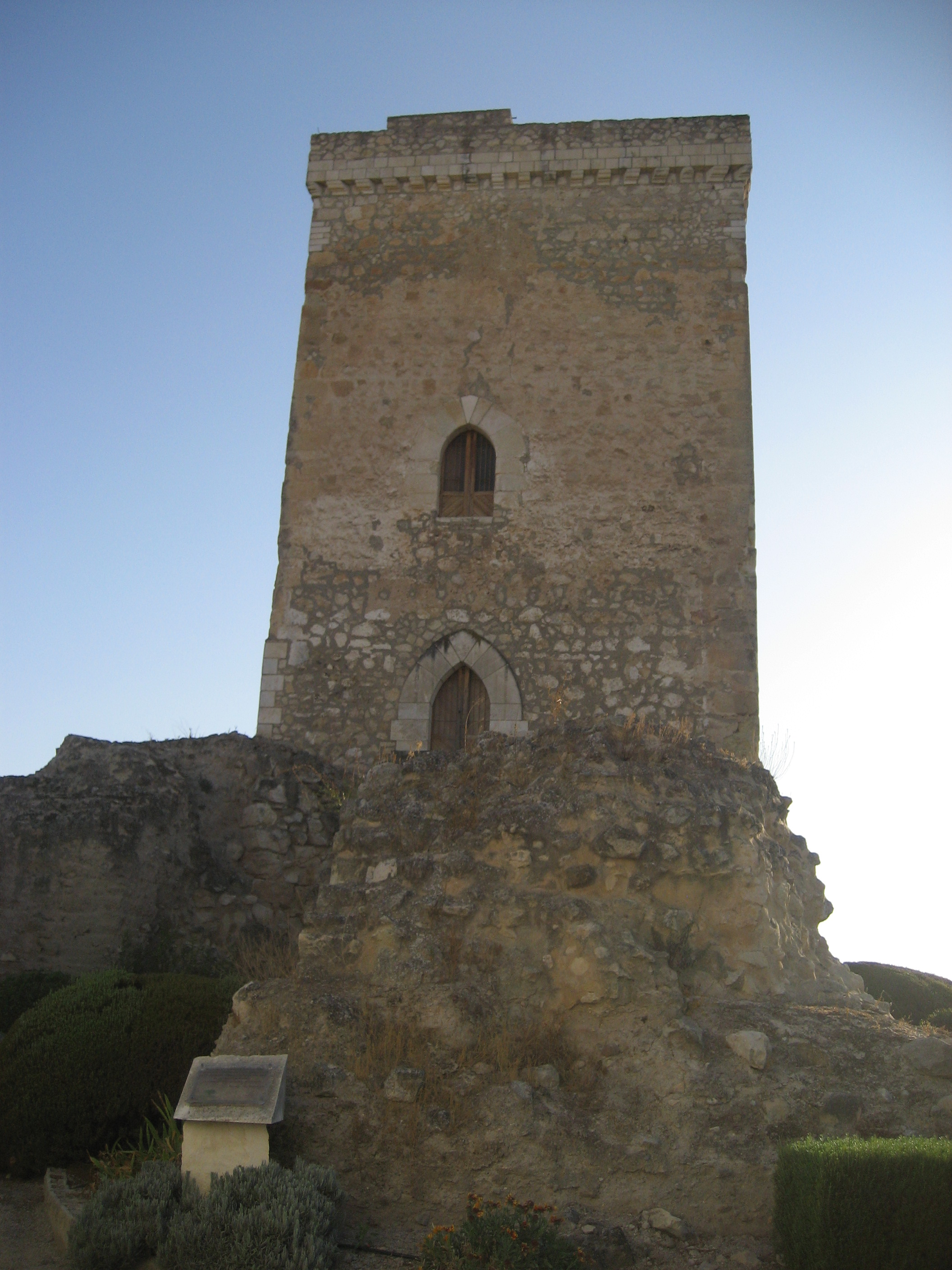
Torre del homenaje del castillo medieval de Monturque.

La población musulmana de Monturque estuvo instalada sobre un anterior asentamiento romano y compuesta, al menos desde la época de los Omeyas, por diversas tribus bereberes que residieron en el lugar hasta el siglo XIII. La Torre del Castillo, construida parcialmente sobre cimentación romana, manifiesta un claro origen musulmán, aunque fuera reedificada en la Baja Edad Media.
Debemos mencionar, no solo por ser importante sino también por lo que encierra de leyenda, que se sitúa en Monturque el lugar donde el Cid Campeador, al frente de las tropas del rey moro sevillano al-Mu´tamid, derrotó allá por el año 1.079 a las del rey moro de Granada, encabezadas por otros cuatro caballeros castellanos. Según la tradición, los parajes existentes en su término municipal conocidos como "La Piedra del Cid" y "Cid-Toledo", deben su nombre a esta sonada victoria.
Pero entrando realmente en épocas históricas más conocidas, podemos comentar que tras su reconquista, en torno a 1240, Monturque recibió en un principio el mismo fuero real de Córdoba, hasta que pocos años más tarde el rey Alfonso X lo cediera, junto con la villa de Aguilar, a don Gonzalo Yáñez Dovinal, rico caballero portugués que colaboró con Fernando III en la conquista del valle del Guadalquivir. De esta forma, Monturque, al igual que lo fueron otras muchas poblaciones cordobesas, se convirtió pronto en un pueblo de señorío (ver Casa de Aguilar), con los diversos aspectos y consecuencias que ello llevaba consigo, aunque ignoramos por cuanto tiempo, porque en 1273, el adalid Martín Sánchez y su esposa doña Munia, dieron a su nieto don Lope la mitad de la Torre de Monturque.
En 1333 aparece citado como castillo de Gonzalo Yáñez de Aguilar, desde el que este guerreaba contra los cristianos al haberse pasado al servicio del rey de Granada, según testimonia la Crónica de Alfonso XI. También fue uno de los muchos pueblos reconquistados que ofreció fuerzas en la famosa batalla del Salado a Alfonso XI, siendo reflejada esta ayuda con una cruz de Santiago en el escudo de armas del municipio.
Después de la desaparición del primer linaje de Aguilar por causas naturales, Monturque siguió el mismo destino que Aguilar hasta que en 1357 el rey Pedro I decidiera entregarlo, segregado de la villa mencionada, a su fiel partidario Martín López de Córdoba formando una entidad señorial con personalidad propia, el Señorío de Monturque. Sin embargo, esta situación no perduró mucho tiempo, pues con ocasión de la guerra civil, Enrique II de Trastámara dispuso en 1367 que Monturque se incorporara junto con Aguilar de la Frontera, Montilla y Cabra, a los dominios que Gonzalo Fernández de Córdoba estaba forjando sobre el solar del antiguo señorío de Aguilar. Desde entonces y durante toda la Baja Edad Media, Monturque seguiría perteneciendo al estado de la Casa de Aguilar y aunque subsistía como fortaleza, se encontraba prácticamente despoblado. Ese estancamiento se debió posiblemente al interés de que los titulares del señorío mostraron por otros núcleos integrantes de su estado, como la propia Aguilar, y sobre todo Montilla, localidad que pasó a convertirse en su residencia.
Habrá que esperar a la segunda década del siglo XVI para tener ya documentos que se manifiestan sobre la entidad de Monturque. Los más antiguos, los conservados en el Archivo Municipal de Monturque, son del año 1519 y consideran a esta localidad como Villa.

### Edad Moderna
Durante este período, la Villa fue parte integrante del Marquesado de Priego, fundado por concesión de los Reyes Católicos en 1501.
En 1558 tenía 248 vecinos, lo que supone un aumento considerable con respecto a los 161 vecinos de 1530. Tales cifras vienen a poner de manifiesto que la villa de Monturque vivió a lo largo de una buena parte del siglo XVI un importante proceso de expansión demográfica. En esta época debió construirse la iglesia parroquial de San Mateo. Esta expansión demográfica se vio cortada a lo largo de la centuria siguiente, en la que una profunda crisis se tradujo en una drástica reducción del vecindario.
En 1709 pasó a depender de la casa de Medinaceli, por unión de ambos linajes. A lo largo de esos años, Monturque terminaría por consolidarse definitivamente como municipio, superando las tremendas crisis demográficas que se sucederían durante todo del siglo XVII y primera mitad XVIII, y que afectaron sobremanera a la población. Entre ellas, cabe mencionar la originada por la terrible epidemia de peste de 1681, que supuso la desaparición de una quinta parte de sus efectivos humanos, y los difíciles años de la Guerra de Sucesión de principios del siglo siguiente, durante la cual la villa fue leal a la causa de Felipe V, por lo que en 1717 recibió de este el dictado de Lealtad.

### Edad Contemporánea
El inicio de esta época supuso para Monturque la desvinculación señorial, Su escasa población a mediados del siglo XIX (640 personas) no impidió el surgimiento de una interesante dinámica social en la villa durante buena parte del periodo.
Ya a principios del siglo XX, merece mención la formación de la asociación "El Porvenir", que aglutinó a los artesanos o el pujante movimiento sindical obrero que se vivió en Monturque en aquellas fechas, y que alcanzó su momento más álgido con las huelgas campesinas de los años 1918 y 1919.
Durante la Dictadura de Primo de Rivera, Monturque vivió una etapa de cierto crecimiento demográfico, ya que pasó de los 2000 habitantes de 1923 a los 2210 en 1930. En lo que a la vida política se refiere, un dato la caracteriza: la inestabilidad, ya que en seis años se suceden al frente del municipio varios alcaldes, ninguno de los cuales llega a disfrutar del tiempo necesario para marcar con su impronta la vida municipal. También tuvieron lugar algunos enfrentamientos entre las autoridades municipales, inusuales en el panorama político del momento.
Ya en 1936, el inmediato triunfo de los elementos afines al levantamiento militar se inició con una represión de las fuerzas sociales más activas y de todas aquellas personas alineadas con el bando republicano.
Después de la guerra civil española, la villa volvió a vivir un incremento demográfico, alcanzando los 2792 habitantes en el año 1940.
En las décadas de los cincuenta y sesenta, la villa sufrió las consecuencias de una importante emigración, dirigida fundamentalmente hacia la capital de la provincia, a Madrid y hacia Cataluña, la cual se vio en parte mitigada en los siguientes años con la llegada de algunas familias procedentes de los terrenos afectados por la construcción del pantano de Iznájar, habiendo comenzado en la actualidad un lento y esperanzador crecimiento, tanto a nivel social como de desarrollo económico.

## Demografía
Monturque cuenta con una población de 1933 habitantes (INE 2024).
| Gráfica de evolución demográfica de Monturque entre 1842 y 2021                                                     |
| |
| Población de derecho según los censos de población del INE Población de hecho según los censos de población del INE |

### Núcleos de población
| Núcleo de población | Tipo de entidad de población | Entidades menores | Población |
| ------------------- | ---------------------------- | ----------------- | --------- |
| Monturque           | Villa                        |                   | 1790      |
| Los Llanos          | Molino                       |                   | 126       |
| Cid Toledo          | Cortijada                    |                   | 72        |
| Piedras de Varo     | Cortijada                    |                   | 7         |
| MONTURQUE           | MONTURQUE                    | MONTURQUE         | 1995      |

## Economía
Como se dijo antes; el cultivo de patata y viñas, ayuda económicamente al municipio; a la vez, forma parte de la  región vinícola de Montilla-Moriles; gracias a los terrenos donde está, así como en la zona oleícola con denominación de origen de Lucena. En la zona, había anteriormente salinas.

## Lugares de interés
Museo Arqueológico de Monturque
Ubicado en el Paseo de lo Alto, se encuentra el Museo Arqueológico de Monturque con piezas desde la Edad Media hasta la Edad Contemporánea. Destacando algunas piezas importantes así como una recreación de lo que sería el Foro Romano, que pudo tener Monturque.

### Cisternas romanas
De entre los restos romanos conservados en Monturque destaca, por su magnitud, la Gran Cisterna que se encuentra bajo el cementerio del pueblo. Esta cisterna fue descubierta casualmente en 1885 con motivo de unas obras de ampliación del pequeño cementerio que existía junto a la parroquia de San Mateo.
Se trata de una obra de gran monumentalidad y significación, clara manifestación de una forma de vida altamente urbanizada, que tendería fundamentalmente a la decantación y posterior distribución del agua aportada por algún acueducto, posiblemente desde el cercano nacimiento del río Cabra, con una capacidad de unos 850.000 litros.
Posee planta rectangular, conformada por tres naves o galerías paralelas, orientadas en sentido N-S, separadas por gruesos muros y cubiertas con bóvedas de medio cañón. Cada una de estas naves se divide en cuatro cámaras o compartimentos, de planta igualmente rectangular, comunicados entre sí mediante pequeñas puertas, rematadas por arcos de medio punto.
En la bóveda de cada uno de los compartimentos citados se abrieron una serie de óculos circulares, a modo de tragaluces, para dotar de ventilación a la cisterna. De igual forma se abrieron también encima de cada una de las puertas que comunican los compartimentos entre sí, y en la parte superior de los muros divisorios de las galerías, poniendo igualmente éstas en comunicación.
Del extremo norte de una de las naves, la situada al Este, parte una estrecha galería de prolongación con trayectoria quebrada de unos 30 m de longitud, que se encuentra cubierta con bóveda de medio cañón, faltando en algunos tramos, y reforzada a intervalos de 3 m por entibos con vanos rematados por arcos de medio punto y óculos situados sobre ellos. Su pavimento presenta una clara inclinación en dirección a una especie de pozo cuadrangular, en el cual desemboca, lo que nos lleva a deducir que esta galería cumplía funciones de desagüe de la cisterna.
Esta gran cisterna está realizada, toda ella, en opus caementicium, y revestida interiormente con opus signinum impermeabilizante. En todas las uniones de las paredes con el suelo aparecen las características medias cañas o cordones hidráulicos, que tienen como finalidad no dejar ángulos vivos para evitar la acumulación de suciedad y facilitar la limpieza.
No conocemos donde se encontraba el acceso al interior de esta cisterna, aunque es posible que estuviese aproximadamente en el mismo sitio por donde se penetra en ella en la actualidad. Por otro lado, parece ser que la entrada del agua se efectuaba por la parte lateral de la bóveda del segundo compartimento de la galería Este, a través de una conducción de sección cuadrada.
Además de esta gran cisterna se conservan en Monturque al menos otras ocho más, de pequeño tamaño y características similares entre sí, pertenecientes también a época romana. Todo este conjunto no estaba organizado y distribuido en el terreno de manera arbitraria, sino ordenada, acorde con una cuidada planificación urbanística de la ciudad. Por lo que respecta a la gran cisterna, no cabe duda de que se trata de una edificación de carácter público, mientras que de las restantes podría pensarse, con buena lógica, que pertenecían a viviendas privadas.
Véase también: Lista de cisternas romanas

### Castillo Medieval - Torre del homenaje
Existente en época musulmana, el Castillo de Monturque fue conquistado por Fernando III el Santo en el año 1.240 y a partir de entonces hubo períodos en que perteneció a la corona y otros a la nobleza, de lo que hay temprana constancia en 1.273, cuando la mitad de la torre de Monturque fue otorgada por Martín Sánchez, adalid, y su mujer, doña Munia, a su nieto Lope.
Formó parte del señorío de Aguilar desde 1.377, en que fue entregado por Enrique II de Castilla a don Gonzalo Fernández de Córdoba, lo que supuso la vinculación a esta familia durante siglos.
Las referencias históricas para conocer el origen de la fortaleza son muy escasas, pero ya al-Isidri afirmaba que constituía un hins o hábitat fortificado en altura. Más tarde, en los siglos XIV y XV aparece con bastante frecuencia asociado el nombre de la población al término Castillo o Torre, por lo que la presencia humana en Monturque debió estar reducida a su importante Castillo hasta que a finales del siglo XVI comienza a citarse como villa o lugar.
Los restos que han llegado a la actualidad permiten adivinar un trazado rectangular constituido por tres muros que en cada uno de sus encuentros presentaría una torre. Concretamente se conserva la del vértice más meridional que tiene planta pentagonal.
La parte superior de esta cerca se encuentra prácticamente al mismo nivel de la superficie sobre la que se inicia el arranque de la torre exenta del recinto y a unos 3,5 m de profundidad de su base. Esta hondura induce a pensar que tales estructuras fueron construidas para albergar el sótano y otro tipo de instalaciones subterráneas. La muralla tiene 2 m de anchura y en algunas zonas presenta cliptogramas. Estos signos lapidarios servían para identificar el trabajo de los canteros que las hicieron para su posterior retribución. Abundan las figuras geométricas en X, pero también se aprecian otros signos parecidos a la letra f y al número 4 en posición contraria. Desde luego se trata de marcas cristianas, en absoluto musulmanas, que también aparecen en otros castillos cercanos y en las primeras iglesias cordobesas levantadas tras la reconquista, por lo que podría deducirse una datación de estos muros en los siglos XIII y XIV.
El vestigio más completo conservado hasta hoy, gracias a que ha sido restaurada, es la Torre del Homenaje, que se alza en el centro del Patio de Armas. De planta cuadrada, se trata de una sólida construcción de mampostería enripiada por hiladas y refuerzo de sillares en los ángulos que dan al conjunto una mayor estabilidad y solidez. La Torre presenta tan solo dos perforaciones en los muros: la puerta, en forma de arco apuntado con sillares resaltados, restaurados en su totalidad y de la que ignoramos si era la puerta natural de la construcción, y la ventana que hay justamente encima de ella, que sí conserva en su mayor parte los sillares primitivos, constituyendo unas jambas y dovelas de extraordinaria fortaleza. Casi en el coronamiento de los muros aparece el matacán corrido que apea en ménsulas constituidas por dos molduras en bocel y dos filetes alternados y en gradiente.
La altura de la Torre del Homenaje, medida en su cara Norte alcanza los 18,50 metros aproximadamente y 14,00 metros en la cara Sur, diferencia debida al desnivel "actual" existente en el recinto.(Editado: Manuel Bascón)
El interior se compone de dos salas, con bóvedas de ladrillo por aproximación de hileras, unidas mediante escalera. Dentro de su sobriedad, esta Torre del Homenaje era la mejor acondicionada para albergar a sus huéspedes que, probablemente, sólo pasarían aquí estancias cortas, pues no está adaptada para alojamiento con carácter permanente. Aun así es posible que sirviera de residencia al alcaide de la Villa.
Esta Torre está documentada al menos desde el año 1.273, lo cual no quiere decir que no sufriera con el tiempo reparaciones y añadidos, tanto en el interior como en la parte superior de la misma, cuya cornisa realizada con sillares y modillones recuerda a otras de finales del siglo XV.
Junto a esta Torre fue descubierto un muro de tapial y lo que se ha supuesto que era la base de un torreón defensivo con muros de sillarejo, que han sido considerados como los restos más antiguos de toda la fortaleza y de origen Omeya, tanto por el tipo de tapial, como por los restos de cerámica empleados para darle consistencia. Existe una infinidad de fórmulas y posibilidades combinatorias de los elementos que integran el tapial, por lo que es muy difícil una identificación o posible reconstrucción.
En el interior del recinto se localiza una Cisterna Romana del tipo a bagnarola. Está excavada en la tierra y posee mampuestos adosados y enlucido impermeabilizante. Este tipo de cisterna, de uso preferentemente doméstico, ubicada generalmente en el subsuelo de patios o habitaciones, tuvo gran difusión en todo el Mediterráneo Occidental durante la Época Romana.

### Mirador de los Paseíllos
A poca distancia de la Plaza de la Constitución (centro neurálgico del pueblo) encontramos la calle Fray Luis de Granada, que después de hacer un inesperado giro producido por la accidentalidad del terreno y las curvas de nivel, se transforma en un excelente balcón desde el que se puede disfrutar de una vasta panorámica del paisaje campiñés, discurriendo por la cornisa del prominente cerro. No es de extrañar que se haya llamado a este lugar Balcón del Mundo.
Este privilegiado mirador regala una hermosa vista de la campiña que se despliega ante los asombrados ojos del visitante. Desde aquí podemos contemplar los pueblos vecinos: Montilla, Lucena, Cabra, etc. La sierra de Montilla contrasta con las verdaderas Sierras Subbéticas, que despliegan al frente su gama de azules. Ante el horizonte de sierras se extiende una inmensa llanura que verdea de oscuros olivares por la izquierda, y luego se va aclarando a medida que las ajedrezadas cuadrículas de viña y tierra clama sustituyen a los olivos.
Aún sigue aclarándose el paisaje hasta blanquear ahí enfrente, en el caserío de las Huertas Bajas de Cabra, desde las que avanza, serpenteante, el río de igual nombre, protegido por un soto de arboleda. A los pies mismos de tan privilegiado mirador, las viejas huertas con inseparables palmeras, la humeante almazara de aceite, las blancas salinas y los negocios alineados al borde de la carretera, de tráfico incesante.
Desde allí podemos visitar el yacimiento arqueológico de Los Paseíllos, que junto con el mirador conforma un conjunto arqueológico y paisajístico de gran belleza en el que merece la pena detenerse para contemplar en solo unos metros el pasado, el presente y el futuro de nuestro pueblo.

### Yacimiento arqueológico de Los Paseíllos
Junto al Mirador de los Paseíllos y cerca de las Cisternas Romanas se descubrieron unos restos de origen romano, correspondientes a la planta baja o sótano de un edificio público de grandes dimensiones que se ha catalogado como un Criptopórtico.
La planta de la estructura es rectangular, de 37,5 m de longitud por 6,25 m de anchura, dividida en dos naves por una alineación de pilares centrales realizados a base de sillares. Dicha planta se delimita en sus lados este y oeste por sendos muros de 1,15 m de espesor y sistemas constructivos diversos. El muro oriental tiene adosados, a lo largo de su cara externa, una serie de contrafuertes, mientras que el fondo norte está tallado en la roca y presenta una rampa de acceso. El cerramiento meridional se encuentra prácticamente derruido.
Diversos elementos arquitectónicos (basa, capitel, tambor de fuste) hacen pensar en la existencia de una segunda planta de esta edificación, con un carácter lujoso, noble y de grandes proporciones. Todo parece indicar que los restos conservados deben interpretarse como los de un criptopórtico, que dentro de la multifuncionalidad a que se destinaban estas construcciones en el mundo romano muy bien pudo utilizarse, al menos circunstancialmente, como almacén de líquidos, aceite y vino, o de grano.
A sólo unos metros del Criptopórtico se llevó a cabo una intervención arqueológica en el año 1992 a consecuencia de los trabajos de acondicionamiento planteados por el Ayuntamiento en este lugar. En ella salieron a la luz unas edificaciones de época romana que han sido catalogadas como la parte inferior o sótano de unas Termas, debido a la aparición de elementos característicos de estas construcciones. Aquí la presencia de agua estaba garantizada gracias a las enormes Cisternas Romanas, que se encuentran junto a la zona excavada y precisamente el canal de desagüe de las Cisternas viene a desembocar justo al lado de la esquina Noroeste del hipocausto.
Se encontraron numerosos restos de pilae, realizados a base de ladrillos, que componían el sistema de sustentación de la parte superior del edificio. El resto de las dependencias han sido identificadas como una piscina a modo de respaldo, muy apropiado para tomar el baño en posición sentada, y las habitaciones utilizadas como horno, para el calentamiento de las salas, así como la galería de abastecimiento de agua. Las paredes de estas Termas quizá pudieron estar revestidas por mármol o estuco, como muestran los abundantes trozos de estos materiales que se han recogido.
Además se recogieron numerosos fragmentos de cerámica de distintas épocas y como pieza de interés una pequeña arula dedicada a Júpiter datada en el siglo I d. C. y que se conserva en el Museo Histórico Local.

### Ermita del Santo Cristo de la Vera Cruz

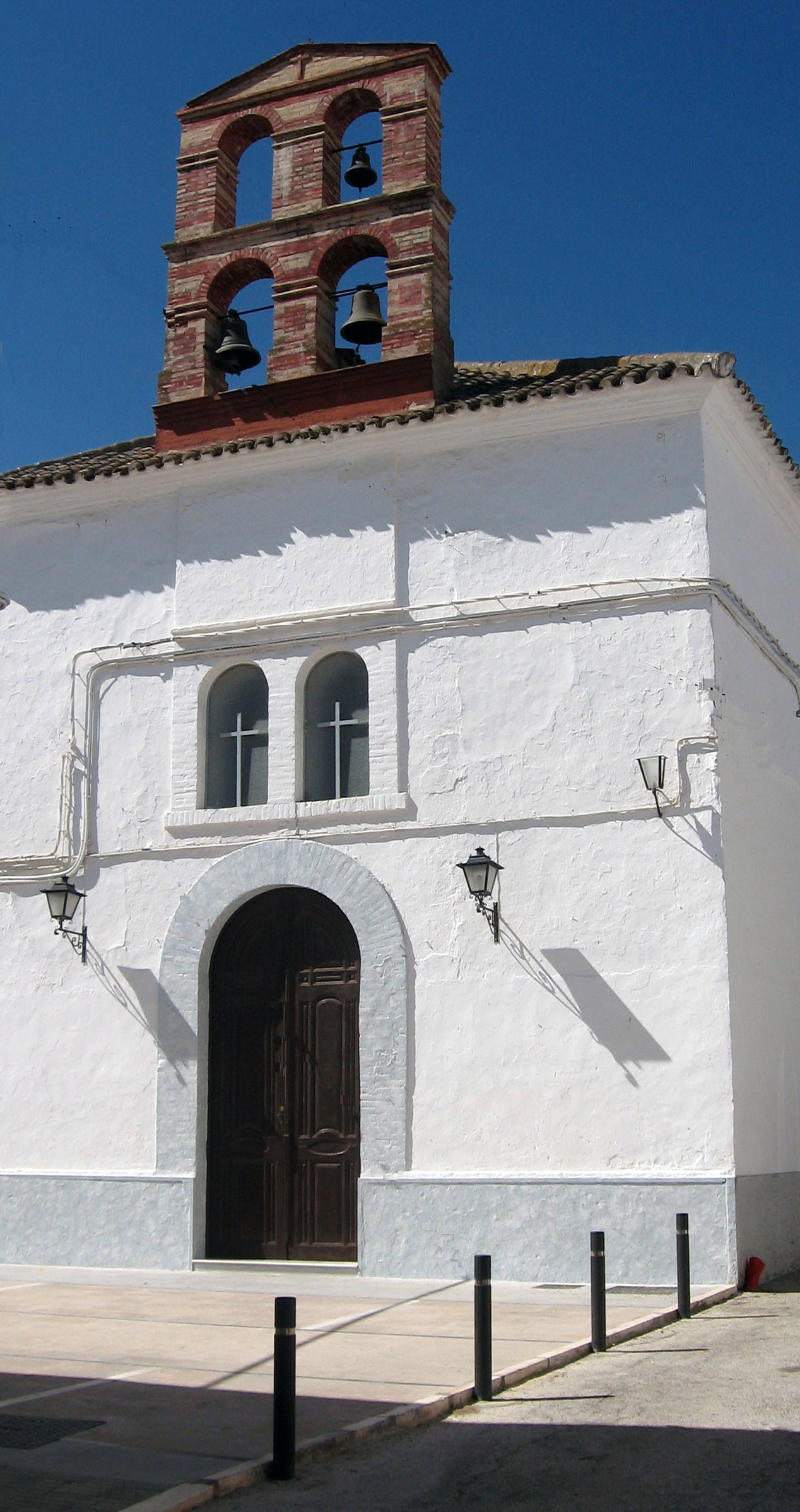
Ermita del Santo Cristo de la Vera Cruz.

En el extremo opuesto al de la parroquia de San Mateo, justo en la pequeña explanada inicio de la calle de Moriles y de la dedicada al Padre Manjón, y dando nombre a la vía pública que preside, se encuentra la ermita del Santo Cristo de la Vera Cruz, sencilla iglesia cuya antigüedad parece remontarse a finales del siglo XVI, si bien su reedificación en 1923 y las posteriores restauraciones de que ha sido objeto le confieren un aspecto mucho más moderno.
De planta rectangular, con unos veintidós metros de largo por diez de ancho, su fachada presenta una sencilla portada con arco de medio punto; estando coronada por una vistosa espadaña de ladrillo rojizo, dividida en dos cuerpos y con otros tantos huecos en cada uno. En su interior, el templo se compone de una única nave con bóveda rebajada sin ningún tipo de ornamentación ni artesonado, entrándose a través de la portada antes mencionada y después de cruzar un pequeño cancel sobre cuyo techo se sostiene el habitáculo del coro.
Al fondo de la nave, y ocupando todo lo ancho de ella, se sitúa el presbiterio, presidido por un retablo de estilo neoclásico, realizado en madera y con unos ligeros sobredorados por obradores valencianos pocos años después de la reedificación de la iglesia; en cuya parte central se abren tres grandes hornacinas donde se alojan sendas imágenes representativas del Calvario. La de en medio, algo mayor que las otras y la única que presenta una cierta decoración policroma, aparece flanqueada por dos columnas estriadas que sirven de apoyo a un frontón recto, sobre cuyo vértice superior emerge un adorno en forma de resplandor celestial con tres cabezas de querubines rodeando el trigrama del nombre de Jesucristo. En esta hornacina se venera al titular de la ermita, el Santísimo Cristo de la Vera Cruz, antigua talla de madera, al parecer de finales del siglo XVI, de la cual el erudito P. José María Sbarbi y Osuna sostiene que a mediados del siglo XV se le incrustó «un trozo del verdadero Lignum Crucis» «hallada con varias otras en ocasión de hacerse un derribo en la parroquia muzárabe de Santa Eulalia», la talla es de autor desconocido y fue restaurada en 1993 por el imaginero cordobés Miguel Arjona Navarro, quien con motivo de dicha intervención labró también la cruz donde hoy día se sostiene, respetando acertadamente la misma forma plana que la primitiva. La figura, de tamaño algo menor que el natural, nos presenta a un Cristo que acaba de expirar, con el rictus mortis aún reflejado en el rostro, la cabeza ligeramente caída hacia su derecha, la boca entreabierta y la mirada perdida tras entregar el último hálito de vida después de pronunciar el desgarrador grito encomendándose al Padre. Lleva la corona tallada formada por dos ramas trenzadas moteadas de agudas espinas, tres potencias sobresaliendo de su cabeza y un reducido perizoma ceñido a los muslos y anudado a su izquierda con el sobrante extendido en paralelo con la cadera, características propias de los crucificados de época renacentista. De profundo arraigo popular, siempre fue la venerada imagen a la que los lugareños acudieron para pedir por sus enfermos, para paliar las epidemias, la que se sacó en rogativas por las lluvias y como remedio de otras calamidades. Completan el resto del grupo las imágenes de vestir de la Virgen de los Dolores, en la hornacina de la izquierda, y la de San Juan Evangelista, en la de la derecha, obras del artista local Antonio Reyes Pérez realizadas en la década de los cuarenta de la pasada centuria.
En una urna empotrada debajo del altar mayor, todavía se conserva la efigie bastante deteriorada en cartón piedra de un Cristo muerto con los brazos articulados, de la primera mitad del siglo XVII, que, además de procesionarse dentro de la caja sepulcral, era utilizado antiguamente para hacer la representación del Descendimiento. Sin embargo, el Yacente y el sepulcro que en la actualidad se procesionan, ubicados junto a la pared derecha del presbiterio, datan de 1958 y sus caracteres responden a la producción seriada de dicho período. 
Otras seis hornacinas de similares dimensiones que las de los lados del retablo mayor se distribuyen equitativamente en los muros laterales, albergando en su interior otras tantas esculturas. En la pared de la izquierda entrando, pueden observarse: en el primer hueco, una figura nueva de María Auxiliadora con el Niño; en el del centro, una imagen de serie de Nuestro Padre Jesús Preso de 1956; y en el siguiente una gran talla sedente de madera algo deteriorada del Sagrado Corazón de Jesús, realizada en 1883 por el escultor Rafael Hernández y Rueda.
Por su parte, en la pared opuesta se sitúan: en primer lugar, una figura reciente de escayola de Santa Gema; a continuación, una pequeña efigie también en escayola del Corazón de María, de 1886; y en la tercera hornacina, un bello grupo itinerante con las representaciones en madera de San José y el Niño Jesús, obra también de Antonio Reyes realizada en 1942.
Por último, también merece mención un interesante altorrelieve policromado con la representación de Jesucristo orando en el Huerto de los Olivos, que se encuentra sobre el arco central del coro dando vista al interior, y que parece fecharse en el siglo XVI. Bastantes más modernos son los catorce pequeños cuadros que, con las estampas de las estaciones del Viacrucis, cuelgan en el centro del muro de la izquierda rodeando la antigua cruz de la imagen del Santísimo Cristo.

### Parroquia de San Mateo
En la parte más alta de la población, no lejos del castillo y colindante con el cementerio municipal, se localiza el más importante y antiguo edificio religioso que actualmente posee la villa de Monturque: la parroquia de San Mateo, iglesia de un simple estilo gótico-mudéjar, cuya construcción parece corresponder a los últimos años del siglo XV o primeros del XVI.
En su exterior se aprecia una fachada reedificada, presidida por un campanario dividido en dos cuerpos y con dos arcos en cada uno de ellos; su sencilla portada principal, en sus orígenes gótica y con un arco ondulado conopial, es la única entrada que posee el templo, a través de la cual se accede a un pequeño cancel sobre cuyo techo se levanta el habitáculo del coro.
El interior de la iglesia se compone de tres naves paralelas de unos veinticinco metros de longitud, siendo la del centro de doble anchura que cada una de las otras dos; éstas se encuentran separadas en cada línea divisoria por cuatro robustos arcos apuntados, apoyados sobre pilares de cantería ochavados y rematados con capiteles de molduras. La nave central conserva en la bóveda su primitivo artesonado de tirantas de madera, con muy poca ornamentación; sin embargo, las bóvedas de las naves laterales fueron reconstruidas en 1913 y no presentan artesonado alguno. Sigue a este primer cuerpo una cabecera triple, cuyos rasgos obedecen ya a reformas y obras del siglo XVII. 
Al final de la nave principal se levanta el presbiterio, cuya cúpula, algo rebajada, luce como único adorno un florón central de yeserías. En mitad de este recinto se erige el ara donde se celebra la consagración; y al fondo, el altar mayor, con un retablo de madera de 1677, de un único cuerpo dividido en tres partes separadas por estípites, y con una hornacina en el ático que alberga una pequeña talla de su titular, el apóstol San Mateo, también de madera algo deteriorada y posiblemente de la misma fecha del retablo, flanqueada por sendos emblemas de la casa ducal de Medinaceli, que otrora ostentara el patronato de esta parroquia. En su centro, otra hornacina acoge la imagen de la Virgen de la Aurora con el Niño, patrona de Monturque, talla de madera originariamente completa que fue modificada para hacerla de vestir, de la que se desconoce su antigüedad y su procedencia. Completan el conjunto dos lienzos con las imágenes de San José, a la izquierda, y de San Francisco de Asís, al otro lado, los cuales presentan una factura decimonónica. Un hueco excavado en el espesor del muro izquierdo del presbiterio acoge el tesoro parroquial, entre cuyas piezas destaca una bella custodia procesional de la primera mitad del XVII, atribuida a Pedro Sánchez de Luque.
Por su parte, al principio de la nave de la izquierda y junto al cancel de entrada, puede observarse el grupo escultórico de San Isidro Labrador con su yunta de bueyes, del artista lucentino Pedro Muñoz de Toro, realizado en 1843.
Hacia la mitad de la nave mencionada se abren las entradas con arcos de medio punto de dos capillas independientes, resguardadas enteramente por unas verjas de hierro. La primera de ellas, erigida en 1696, presenta bóveda de medio cañón algo rebajada y alberga el camarín de la Virgen de la Soledad, construido sin embargo un siglo después de la capilla, en concreto en el año 1791, según atestigua la leyenda que existe alrededor de la circunferencia de la base de su cúpula semiesférica, exquisitamente pintada ésta con motivos marianos. La Virgen es una bella imagen de vestir de finales del siglo XVII, tallada en madera y de autor desconocido, aunque relacionada con la escuela granadina, restaurada en 1988 por el imaginero cordobés Miguel Ángel González, quien, debido al mal estado que presentaban las primitivas manos entrelazadas, labró las que actualmente posee colocándolas en posición separada, más acorde con el nuevo concepto iconográfico. En un nicho de la pared derecha de esta capilla puede contemplarse a Nuestra Señora de la Alegría, interesante obra de madera realizada en el año 2000 por el artista prieguense Niceto Mateo Porras; y en la izquierda, otra hornacina acoge una figura de serie del Resucitado de 1955. Por su parte, el centro de la estancia lo ocupa la pila bautismal, que no es la primitiva del templo.
A la derecha de la anterior se encuentra la capilla con cúpula oval de Nuestro Padre Jesús Nazareno, presidida por un altar con un sencillo retablo de madera tallada y con estípites, que a través de una vidriera da vista a un camarín cubierto también con una hermosa cúpula oval repleta toda de yeserías vegetales, construido en 1694, y cuya decoración, sin embargo, se remonta al último cuarto del siglo XVIII, según atestigua la inscripción que existe sobre el dintel de la entrada lateral derecha de referida sala. En esta cámara reside la efigie del Nazareno, obra de gran valor artístico que llegó a esta población en 1662, que por sus características parece proceder de la escuela granadina, y más concretamente de un obrador en el que imperara el modo de hacer del taller de los Mora, bien de José o del patriarca de la familia, Bernardo de Mora. La escultura es una magnífica talla de madera anatomizada, con brazos articulados y peluca, en la que destacan sobremanera la expresividad del rostro y los definidos rasgos físicos de las manos; la cruz arbórea que sostiene es de reciente factura, siendo procesionada con otra de gran valor artístico, labrada en plata, confeccionada por Bartolomé de Gálvez y Aranda a mediados del XVIII. En la pared derecha de esta capilla puede contemplarse un lienzo muy deteriorado, que representa a un Crucificado sobre fondo negro, pintado dentro del mismo siglo XVIII; y a los lados, dos imágenes de escayola de la Virgen del Carmen y de San Antonio, ambas de los años centrales de la pasada centuria. Por último, en una hornacina abierta en el muro de enfrente descansa una pequeña efigie de la Virgen de Fátima, del mismo período que las anteriores.
En el espacio que separa por la parte interior del templo las dos capillas comentadas, se sostiene un gran lienzo con la figura de Jesús con la cruz a cuestas camino del Calvario, ayudado por el Cirineo, de principios del siglo pasado.
A continuación precisamente de la capilla de Jesús, y paralela a ella, existe otra nave rectangular de similares dimensiones, cubierta con dos bóvedas de aristas barrocas, carente sin embargo de cualquier tipo de decoración, y que alberga al fondo un retablo de madera con altar, de muy pobre composición, donde se venera una talla de cartón piedra de la Virgen del Rosario de 1911. En la pared de la derecha se abre la puerta que permite el acceso a la nueva sacristía, recientemente construida, y, desde ésta, a la sala que acoge el histórico y completísimo archivo parroquial, donde se conservan, en muy buen estado, las diferentes series de libros sacramentales y otros valiosos registros documentales desde principios del siglo XVI.
Pero sin duda, la parte más interesante y atrayente del edificio es la suntuosa capilla del Sagrario, situada en la cabecera de la nave del Evangelio, obra del segundo cuarto del siglo XVII, en cuya construcción y decoración intervinieron diversos artistas de los pueblos limítrofes y de la propia capital de la provincia, entre los que cabe citar a Francisco Donaire Trejo (maestro de cantería), Bernabé Gómez del Río (escultor), Bernabé Jiménez de Illescas y Andrés del Río (pintores), Gabriel Martínez de Peralta (carpintero) y Juan Bravo Machado (dorador). Está concebida como un doble espacio: El primero, precedente, es rectangular y se cubre con cúpula sobre pechinas, apeada por arcos de medio punto sobre pilastras corintias. Todo está profusamente recubierto con ornamentación de esculturas y relieves realizados en yeso, aprovechando su color blanco para contrastarlo con el dorado, resultando un efecto de inusitada riqueza. A ambos lados de la puerta se encuentran San Juan Bautista y San Sebastián. Recostadas sobre las volutas de la portada, La Caridad y La Esperanza. Encima, un bello relieve de la Santa Cena, de gran valor que se desarrolla sobre un abigarrado fondo, tapizado de una retícula de rombos con flores insertas. En el arco que corona este conjunto aparece la figura de la Fe, en las pechinas los cuatro Evangelistas y en la cúpula oval, completamente cubierta por querubines, símbolos eucarísticos insertos en tarjas y, alternando con ellos, pinturas que representan los padres de la iglesia.
El segundo espacio es el Sagrario en sí, al cual se accede por una portada adintelada de mármol oscuro y rosado, que se compone de dos columnas que sostienen un friso y cornisa con aparatosas volutas y tope. Se cierra mediante cupulita ovalada, dividida en fajas y salpicada de hermosas cabezas de querubines en relieve. Las puertas de madera que cierran este espacio constituyen una obra digna de tener en cuenta por su cuidada talla, representando diversos símbolos como el cáliz y las velas encendidas. En el centro del pequeño habitáculo, un altar adosado en la pared central sobre el que descansa el Sagrario propiamente dicho, espléndida obra de madera tallada y dorada tanto en su interior como en el exterior, de igual época que la capilla, y en cuyas puertecitas luce las figuras muy bien pintadas de los apóstoles San Pedro y San Pablo.
Dentro del conjunto de la capilla que comentamos, en la pared izquierda de ella, se encuentra un buen retablo de madera de mediados del siglo XVIII, obra del tallista lucentino José Primo, que acoge una imagen reciente de la Milagrosa; pudiéndose observar, a través de las rendijas del nicho donde se encuentra la Virgen, parte de las yeserías que cubrían el muro primitivo. Enfrente de este retablo, referida sala se comunica directamente con el presbiterio por medio de un arco de medio punto, decorado con igual estilo que la misma.
Por su parte, a la derecha, la nave de la Epístola se encuentra presidida por la capilla que en 1659 se erigió en honor de Nuestra Señora del Rosario, ocupada la mayor parte de la pasada centuria por la Virgen de la Aurora y desde hace pocos años por una imagen de la Inmaculada Concepción que parece fecharse hacia finales del siglo XIX. Su retablo de madera sobredorada y el altar que lo antecede son de 1696, destacando en aquel un conjunto de cuatro lienzos muy deteriorados con las figuras de San Joaquín y San Francisco de Asís, a un lado, y San José y Santo Domingo de Guzmán, al otro; y un lienzo acristalado en su parte superior con la Virgen del Perpetuo Socorro de fecha bastante más moderna. En la pared de la derecha de esta capilla cuelga un gran cuadro con la representación de la Virgen del Carmen con San Juan de la Cruz y las ánimas del Purgatorio, de hacia 1669. La bóveda de esta sala no presenta decoración alguna, comunicándose a la izquierda con el presbiterio por un arco de medio punto, al igual que por el otro extremo lo hace la del Sagrario.
En el muro que separa esta nave de la Epístola del exterior no existe ninguna otra capilla ni altar, y tan sólo sobre la mitad del mismo puede contemplarse la impresionante figura de un Crucificado algo mayor del tamaño natural, de principios del siglo XVII, de origen mexicano y realizado con médula de caña, que llegó a esta población el 7 de diciembre de 1998, y que fue bendecido al día siguiente con el nombre de Santo Cristo de la Paz.
Finalmente, repartidos por todo el interior de la iglesia, también pueden observarse catorce pequeños cuadros con las respectivas representaciones de las estaciones del viacrucis, los cuales no parecen ofrecer demasiada antigüedad.

### Patrimonio Histórico Andaluz
- Ver catálogo

## Fiestas

### Candelaria
Es celebrada el 2 de febrero con grandes hogueras.

### Cruces de Mayo
Se celebran el 3 de mayo.

### Romería
Es celebrada el fin de semana más cercano al 15 de mayo en el parque Perezón, en honor a San Isidro Labrador.

### Jornadas Medievales
Es celebrado a finales de julio con actuaciones, actividades lúdico-recreativas y mercado medieval, comenzaron en la primera década del s XXI.

### Feria Real
Es celebrada a finales de agosto en honor a Nuestra Madre la Virgen de la Aurora.

### Verbena en honor al Santísimo Cristo de la Vera Cruz
Es celebrada el 14 de septiembre.

### Jornadas Culturales MundaMortis
Es celebrada el fin de semana más cercano al 1 de noviembre, Día de Todos los Santos, con una serie de actividades culturales y gastronómicas que giran en torno al mundo de los cementerios y el culto a los difuntos, comenzaron a mediados de la primera década del s XXI.